# Точка конденсации
Точка конденсации — усиленный вариант предельной точки и специальный вариант точки накопления в общей топологии: для заданного множества {\displaystyle A} в топологическом пространстве {\displaystyle X} точка {\displaystyle x\in X} называется точкой конденсации, если во всякой окрестности {\displaystyle x} содержится несчётное множество точек множества {\displaystyle A}.
Множество точек конденсации множества {\displaystyle A} — {\displaystyle A^{\circ }} — замкнуто, более того, если оно непусто, то является совершенным множеством и имеет мощность континуума. Множество точек конденсации замыкания множества совпадает с множеством точек конденсации самого множества: {\displaystyle {\bar {A}}^{\circ }=A^{\circ }}. Объединение множеств точек конденсации двух множеств совпадает со множеством точек конденсации объединения исходных множеств: {\displaystyle (A\cup B)^{\circ }=A^{\circ }\cup B^{\circ }}. Для множества {\displaystyle A} в пространстве {\displaystyle X} со второй аксиомой счётности {\displaystyle A\setminus A^{\circ }} счётно и {\displaystyle (A^{\circ })^{\circ }=A}. Из последних двух свойств непосредственно следует теорема Кантора — Бендиксона в общетопологическом варианте (изначально доказанная для подмножеств числовой прямой).
У подмножества числовой все предельные точки являются точками конденсации; каждая точка канторова дисконтинуума является его точкой конденсации. У счётного множества точек конденсации быть не может (при этом предельные точки могут существовать, например, предельными для счётного множества рациональных чисел {\displaystyle \mathbb {Q} } являются все точки числовой прямой).
Для подпространств евклидовых пространств точки конденсации определил и изучил в 1903 году Эрнст Линделёф, в 1914 году Феликс Хаусдорф распространил понятие на общие топологические пространства.